# Бандишоева, Наргис
Наргис Бандишоева (тадж. Наргис Бандишоева; 8 октября 1966 года — 21 сентября 1991 года) — таджикская певица.
Родилась в Душанбе, в семье композитора Хукуматшо Бандишоева и Бунафши Бековой. Её дебют состоялся, когда ей было семь лет. Следующее выступление прошло через много лет — в 1989 году, когда она была студенткой пятого курса института искусств. Победила на конкурсе «Дебюты молодых», выступив с песней Олега Фезова «Лалаик» на шугнанском языке. Через год приняла участие в программе  фестиваля эстрадной песни «Иссык-Куль — 89», получив титул «Мисс Иссык-Куль — 89». В августе 1991 года получила 1 приз на Международном конкурсе «Азия Даусы» («Голос Азии») в Алма-Ате.
21 сентября 1991 года погибла в автокатастрофе.
Список наиболее популярных песен Наргис:
1. Маро мачу
2. Лалаик
3. Чони ман
4. Дар ин шаб мастам
5. Дар бари ту